# 水神宮 (掛川市)
水神宮（すいじんぐう）は、静岡県掛川市にある神社。

## 由緒
水神宮は寛和元年（985年）安倍晴明が勧請したといういい伝えもあり、大渕地区浜部落にある晴明塚、硯水の井戸と関係があるという。
天正6年（1578年）横須賀城が築城されてから、初代大須賀康高より代々の城主が本殿などを修理維持してきた。
明治維新を迎えた明治6年（1873年）には、西五町が氏子として維持管理して現在に至る。
毎年4月の三熊野神社の大祭には、神輿が水神宮にお渡りになって休憩する。これは氏子の民情視察のためといわれている。

## 境内社
月夜見神社 - この神社は初め松尾町神尾茂次の祖先が江戸城から分祀して邸内に祀っていたものを、大正8年（1919年）ここに合祀した。